# 岩崎正吾
岩崎 正吾（いわさき せいご、1944年11月11日- 2024年4月15日）は、日本の推理作家、時代小説作家、ノンフィクション作家。本名、岩崎 征吾。
山梨県甲府市生まれ、在住。甲府第一高等学校、早稲田大学文学部卒業。

## 略歴
大学時代は演劇活動も行っていた。卒業後地元山梨県に戻り学習塾を開いた後、1982年、地域出版社である山梨ふるさと文庫を設立し、地方出版活動を行い、出版業の傍ら小説の執筆を行う。経営難から撤退を考えた時、最後に自身の小説の出版を思い立ち、1987年、横溝正史の「本歌取り」作品にして「探偵の四季」シリーズの第1作目となる本格ミステリー『横溝正史殺人事件あるいは悪魔の子守唄』にて作家デビュー。「田園派ミステリ」を宣言する。
また、本能寺の変を題材に、舞台俳優の素人探偵が推理する現代パートと織田信長たちの登場する時代パートを交互に描いたベッド・ディテクティヴ物である歴史ミステリー『信長殺すべし』の執筆をきっかけに、2001年、古族の末裔である少年武士の眼を通して滅び行く武田一族を描いた『遥かな武田騎馬隊』にて時代小説界にデビューした。また山梨ふるさと文庫からの刊行を中心に山梨県関連のノンフィクション作品も多く手掛ける。

## 作品リスト
- 『横溝正史殺人事件あるいは悪魔の子守唄』（1987年、山梨ふるさと文庫、1990年、「探偵の夏あるいは悪魔の子守唄」に改題の上東京創元社創元推理文庫） ISBN 4-488-40401-4
- 『風よ、緑よ、故郷よ』（1988年、東京創元社「鮎川哲也と十三の謎」、1990年1月、「夜叉神山狐伝説 風よ、緑よ、故郷よ」に改題 立風書房、2003年、「風よ、緑よ、故郷よ」の題で創元推理文庫） ISBN 4-488-40403-0
- 『清里開拓物語 感激の至情、楽土を拓く』（1988年、山梨ふるさと文庫） ISBN 4-7952-0713-5
- 『恋の森殺人事件』（1989年、立風書房） ISBN 4-651-42013-3
- 『ハムレットの殺人一首』（1989年、講談社ノベルス） ISBN 4-06-181460-5
- 『探偵の秋あるいは猥の悲劇』（1990年、東京創元社、2000年、創元推理文庫） ISBN 4-488-40402-2
- 『天野建と「草の根」の奇跡 '91山梨県知事選』（1991年、山梨ふるさと文庫） ISBN 4-7952-0724-0
- 『風の記憶』（1992年、東京創元社）
- 『信長殺すべし 異説本能寺』（1993年、講談社ノベルス、1996年、講談社文庫）
- 『闇かがやく島へ』（1993年、角川文庫、2009年、山梨ふるさと文庫） ISBN 978-4-903680-22-4
- 『地方出版・地方作家・事始 山梨ふるさと文庫の15年』（1995年、山梨ふるさと文庫）
- 『武田信玄はどこから来たか 武田騎馬隊の謎を追う』（1996年、山梨ふるさと文庫） ISBN 4-7952-0745-3
- 『探偵の冬あるいはシャーロック・ホームズの絶望』（2000年、東京創元社） ISBN 4-488-01283-3
- 『遥かな武田騎馬隊』（2001年、角川春樹事務所ハルキ文庫）『遥かな武田騎馬隊 真田幸村と十人の勇士たち』山梨ふるさと文庫 2016
- 『風狂伝説 短編小説集』山梨ふるさと文庫 2013

### アンソロジー
- 吹雪の山荘 赤い死の影の下に（2008年1月、東京創元社） ISBN 978-4-488-01217-5
  - 【改題】吹雪の山荘（2014年11月 創元推理文庫） ISBN 978-4-488-40056-9

### 翻訳
- 嵐の中を永遠に歩まん 博子・中国の青春（楊剣鳴：著、1997年5月、山梨ふるさと文庫） ISBN 4-7952-0746-1